# Gens Hermínia
La gens Hermínia (en llatí Herminia gens) era una gens romana patrícia que apareix documentada per primer cop a la primera guerra etrusca cap a l'any 506 aC, però desapareix de la història després del 448 aC. El nom Hermini (Herminius) només es troba dues vegades als Fasti, amb un únic cognom, Aquilí (Aquilinus).
El seu origen és desconegut i podrien ser oscs, sabèlics o etruscs. La teoria sabèlica és probable, ja que "Her" apareix en molts noms d'aquest origen (com Herenni, Hèrnic, Hersili, i altres), però un membre de la família es deia Lar com el deu etrusc Larius o Larcius.
Un Hermini cònsol, Tit Hermini Aquilí, apareix defensant el pont Sublici, que permetia l'entrada a Roma, contra els etruscs l'any 506 aC, i a la batalla del llac Regillus, on va morir. El cònsol Hermini tenia com a col·lega a Espuri Larci Flau.
Un altre Hermini va ser Espuri Hermini Coritinesà, cònsol l'any 448 aC.